# Карта и территория
«Карта и территория» (фр. La carte et le territoire) — роман французского писателя Мишеля Уэльбека. Удостоен Гонкуровской премии 2010 года. Первое французское издание вышло большим и громким тиражом 120 000 копий.
В центре романа драма современного мира, из которого постепенно вытесняется человеческая личность. Помимо вымышленного героя книги — Джеда Мартина, Уэльбек включает в повествование самого себя (а также Фредерика Бегбедера), причудливо переплетая судьбы этих героев.

## Тематика
В телевизионном интервью, данном после вручения Гонкуровской премии, Уэльбек назвал главными темами романа «вновь взаимоотношения между отцом и сыном, а также отображение реальности через искусство».

### Издания
- Уэльбек Мишель. Карта и территория / Пер. с фр. М. Зониной. — М.: Астрель; CORPUS, 2011. — 480 с.

### Рецензии
- Владимир Гуга. Картина маслом
- Константин Мильчин. Капитан уныние
- Майя Кучерская. В «Карте и территории» Мишель Уэльбек размышляет о расчеловечивании искусства
- Анна Наринская. Письма умного человека
- Сергей Шулин. Мистерия потребления